# 陶强龙
陶强龙（2001年11月20日—）是一名中华人民共和国足球运动员，目前效力於浙江职业足球俱乐部，司職中场。
2020年5月，陶強龍因在U19国家队集训期间违反2019冠狀病毒病疫情防控规定私自外出，被中国足协取消入选征调进入中国各级国家男子足球队的资格，并禁止参加中国足协举办的比赛六个月。6月6日，大连人足球俱乐部對其追加处罚，將其下放至预备队，并停发工资，罰款30万元人民币，倘若再犯則直接開除。